# Элеонора Неаполитанская (герцогиня Феррары)
Элеонора Арагонская или Неаполитанская (итал. Eleonora d'Aragona, исп. Leonor de Nápoles; 22 июня 1450 — 11 октября 1493) — первая герцогиня Феррары, супруга герцога Эрколе I д'Эсте, дочь Фернандо I, короля Неаполитанского из Арагонской династии, и его второй супруги Изабеллы де Клермон. Мать выдающейся деятельницы эпохи Ренессанса - Изабеллы д’Эсте и герцогини Милана - Беатриче д’Эсте.

## Биография

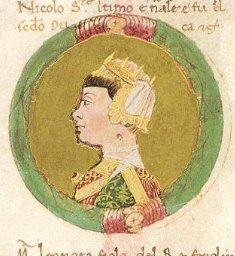
Миниатюра с изображением Элеоноры Арагонской. Genealogia dei Principi d'Este (MS. membr. L.5.16 Ital. 720; Модена, Библиотека Эстензе)

Получила хорошее образование при дворе отца в Неаполе. В 1465 году Фердинанд I предлагал её в жены королю Венгрии Матьяшу I, но Элеонора ему не понравилась. В 1476 году он женился на её младшей сестре Беатрисе. 
3 июля 1473 года вышла замуж за Эрколе I д'Эсте, герцога Феррарского, избравшего её из-за большого приданого, а также потому, что она происходила из рода, где женщины славились плодовитостью.
Герцогиня покровительствовала многим деятелям искусства. Ей посвящено сочинение Антонио Корнацано Il modo di regere e di regnare. Однако она уделяла много внимания и развитию ремёсел, по её предложению в Ферраре обосновались ткачи из Милана и Флоренции, таким образом было налажено местное производство шпалер. Также по инициативе герцогини из Испании в Феррару переехали вышивальщицы, славившиеся своим мастерством. Элеонора вникала во все тонкости ремесла, лично подбирая материал, цвета и рисунки для тканей, которые шли на украшение дворцовых покоев.
Во время отсутствия мужа правила страной и участвовала в рассмотрении просьб о помиловании или освобождении заключенных, задержанных в Ферраре. Похоронена под скромной плитой в монастыре Корпус Домини.

## Дети
- Изабелла д’Эсте (1474—1539), супруга Франческо Гонзага, маркиза Мантуанского;
- Беатриче д'Эсте (1475—1497), супруга Лодовико Сфорца, герцога ди Бари и Милана;
- Альфонсо I д’Эсте (1476—1534), герцог Модены, Феррары и Реджио (1505—1534), супруг Лукреции Борджа;
- Фернандо д'Эсте (1477—1540), в 1506 году был посажен в тюрьму своим братом Альфонсо, где и скончался 34 года спустя;
- Ипполито I д'Эсте (1479—1520), кардинал, архиепископ Феррары;
- Сигизмундо д'Эсте (1480—1524)